# Caracalla (Kleidung)
Caracalla war ein von den Galliern, und später auch Germanen, getragener und auf eine besondere Weise vorn und hinten bis zu den Hüften aufgeschlitzter, etwa knielanger Rock mit langen Ärmeln.
Der römische Kaiser Caracalla führte dieses Kleidungsstück in Rom ein. Dies trug ihm den Beinamen Caracalla ein. Sein Geburtsname war Lucius Septimius Bassianus.
Die römische Form war etwas länger geschnitten und hieß caracalla talaris. Oft besaß sie auch eine Kapuze.